# Baslieux
För andra betydelser, se Baslieux (olika betydelser).
Baslieux är en kommun i departementet Meurthe-et-Moselle i regionen Grand Est (tidigare regionen Lorraine) i nordöstra Frankrike. Kommunen ligger i kantonen Villerupt som tillhör arrondissementet Briey. År 2022 hade Baslieux 520 invånare.

## Befolkningsutveckling
Antalet invånare i kommunen Baslieux
| Referens: INSEE |